# Tipula (Microtipula) spinicauda
Tipula (Microtipula) spinicauda is een tweevleugelige uit de familie langpootmuggen (Tipulidae). De soort komt voor in het Neotropisch gebied.